# Jadwiga Głażewska
Jadwiga Głażewska, po mężu Walasek (ur. 6 listopada 1914 w Łodzi, zm. 25 maja 1979 tamże) – polska koszykarka, lekkoatletka, łyżwiarka, hazenistka, mistrzyni Polski w tych dyscyplinach, brązowa medalistka mistrzostw Europy w koszykówce (1938), pionierka kobiecego sportu w Łodzi.

## Kariera sportowa
Jej pierwszym klubem był ŁKS Łódź (1929-1933), w latach 1934-1939 reprezentowała barwy IKP Łódź. Po II wojnie światowej była zawodniczką łódzkich klubów: Zrywu (1946-1948), Związkowca (1949-1950), Ogniwa (1951-1953) i Spójni (1955)

### Hazena i piłka ręczna
Pierwsze sukcesy odnosiła w hazenie. Jest rekordzistką Polski w ilości tytułów mistrzowskich w tej dyscyplinie sportu. Zdobyła ich osiem - w 1929, 1932 i 1933 z ŁKS, w latach 1934-1938 pięć raz z rzędu z IKP. W 1930 zdobyła ponadto wicemistrzostwo Polski z ŁKS. Wystąpiła w dwóch meczach reprezentacji Polski, w 1934 i 1935 z Jugosławią, zdobywając 4 bramki. W 1938 wygrała z IKP tzw. próbny turniej o Puchar Polskiego Związku Piłki Ręcznej w piłce ręcznej 7-osobowej. W 1946 i 1947 została mistrzynią Polski w piłce ręcznej 7-osobowej w barwach Zrywu.

### Koszykówka
Z ŁKS wywalczyła dwukrotnie wicemistrzostwo Polski w 1930 i 1931, z IKP była mistrzynią Polski w 1939, wicemistrzynią Polski w 1934, 1936 i 1938 oraz brązową medalistką mistrzostw Polski w 1937. Po II wojnie światowej zdobyła mistrzostwo Polski w 1946 z TUR Łódź, dwa tytuły wicemistrzowskie ze Zrywem (1947, 1948) oraz brązowy medal MP w 1949. W latach 1938–1948 wystąpiła w siedmiu spotkaniach reprezentacji Polski seniorek, a w 1938 wywalczyła z tą drużyną brązowy medal mistrzostw Europy.

### Lekka atletyka
Była dwukrotną mistrzynią Polski - w sztafecie 4 x 100 metrów w 1938 i w rzucie dyskiem w 1939, ponadto w 1932 wywalczyła wicemistrzostwo Polski w biegu przełajowym, w 1933 była trzecia w biegu na 800 m. W 1939 znajdowała się w kadrze Polski przygotowującej się do zaplanowanych na rok 1940 igrzysk olimpijskich (ostatecznie nierozegranych z powodu II wojny światowej).

### Łyżwiarstwo szybkie
W 1949 i 1950 została wielobojową mistrzynią Polski, w obu startach wygrywając także wszystkie biegi indywidualne (500, 1000, 1500 i 3000 m). Ponadto w 1948 i 1953 była wielobojową wicemistrzynią Polski (w 1948 wygrała bieg na 1000 m), a w 1952 i 1954 wywalczyła brązowe medale MP (w 1952 wygrała bieg na 3000 m). Była także rekordzistką Polski na 500 m (55,0 w 1950), 1000 m (2:01,0 w 1951), W 1950 wystąpiła na wielobojowych mistrzostwach świata, zajmując 17. miejsce.

## Życie prywatne
Została pochowana w Łodzi na cmentarzu Piaski-Retkińska przy ul. Retkińskiej w Łodzi.